# Lars Vilks Muhammedteckningar
Lars Vilks Muhammedteckningar är en serie teckningar av Lars Vilks föreställande profeten Muhammeds ansikte på en rondellhund. De ursprungliga tre teckningarna från 2007 är gjorda med tuschpenna och klottriga i stilen och gjordes för en utställning som hette Hunden i konsten i Tällerud men Vilks bidrag stoppades. Efter kritik gjorde Vilks en ny serie detaljerade teckningar 2010 på temat Muhammed som rondellhund i blyerts. 
I maj 2014 visades de tre originalteckningarna på Galleri Rönnquist & Rönnquist i Malmö.

## I media
En av de ursprungliga teckningarna publicerades i dagstidningen Nerikes Allehanda den 19 augusti 2007 på tidningens ledarsida.  Bilden fanns med i en krönika på ledarsidan som handlade om yttrandefrihet. Bakgrunden till krönikan var att Vilks Muhammedbilder nekats att vara med i ett flertal utställningar på grund av rädsla för repressalier. 

## Följder
Efter publiceringen kritiserades bilden av Irans president Mahmoud Ahmadinejad som hävdade att icke-religiösa sionister låg bakom den. Han menade att "religioner står för vänskap, jämlikhet, rättvisa, fred och respekt för heliga profeter".
Den 31 augusti förekom protester i Pakistan där svenska flaggan och en docka föreställande Sveriges statsminister Fredrik Reinfeldt brändes.
Även i Örebro förekom två demonstrationer, 24 och den 31 augusti. Omkring 100–200 personer demonstrerade den 24 augusti och 300 personer demonstrerade utanför NA:s redaktion med krav om en ursäkt den 31 augusti. Efter att demonstranterna hållit sitt demonstrationsmöte utanför "NA-borgen" tågade demonstranterna genom centrala Örebro och uppmanade förbipasserande att bojkotta den lokala tidningen.
Vilks fick motta mordhot och hot från en irakisk organisation som tros ha kopplingar till nätverket al-Qaida. De utlovade en belöning på 100 000 dollar för att döda Vilks, eller 150 000 dollar "om han slaktas som ett lamm" (få halsen uppskuren).
Flera muslimska organisationer i Sverige fördömde hoten och uppmanade muslimer i Sverige att inte sprida konflikten.
Citat: "Al Qaida är en färgklick i en komposition. Irans president gör sig också bra som konst. Pakistanska flaggbrännare och iranska presidenter gör sig faktiskt bäst som konstverk. Hade de bara stannat där hade världen varit bättre." - Lars Vilks 20/9 2007
9 mars 2010 greps sju personer på Irland misstänkta för en mordkomplott mot Vilks. De gripna fyra männen och tre kvinnorna kommer ursprungligen från Marocko och Jemen. Dagen efter, 10 mars, publicerade tidningarna Expressen, Dagens Nyheter och Sydsvenskan teckningen till stöd för yttrandefriheten, dock gjorde ej Nerikes Allehanda om det.
Den 11 maj 2010 blev Vilks överfallen med en dansk skalle under sin föreläsning om yttrandefrihet på Uppsala universitet efter att ha visat en dokumentärfilm där två homosexuella män bar masker av Muhammed respektive Ali. Vilks blev inte skadad men omtumlad. Föreläsningen avbröts, men Vilks avslutade föreläsningen på Uppsala universitet den 7 oktober 2010.
Natten mot 15 maj 2010 blev Vilks hus utsatt för ett brandattentat, men han var inte hemma.